# Fighting American
Fighting American és el personatge titular d'un còmic de temàtica patriòtica creat el 1954 per l'equip d'escriptors i artistes format per Joe Simon i Jack Kirby. Publicat pel segell Prize Comics de Crestwood Publications, era, contràriament a les pràctiques indústria estàndard de l'època, propietat dels seus creadors. Harvey Comics va publicar un número addicional el 1966. Una darrera història d'inventari es va publicar el 1989, en una recopilació en tapa dura de Marvel Comics, de totes les històries de Fighting American. Editors posteriors han publicat històries curtes de Fighting American amb el permís dels propietaris. El personatge va obtenir certa notorietat a causa d'una demanda a finals dels anys 90, quan el fundador d'Awesome Entertainment, Rob Liefeld, va anunciar la intenció de publicar una mini-sèrie que suposadament s'assemblava a la de l'artista en el títol de Captain America a Marvel. Després de resoldre la disputa, Awesome va llançar tres sèries de Fighting American.

## Historia de les publicacions
Després que la iteració dels anys cinquanta de Timely Comics, Atlas Comics, va rellançat el seu heroi Capità Amèrica en una nova sèrie el 1954, l'equip d'escriptors-artistes format per Joe Simon i Jack Kirby va crear un altre personatge de temàtica patriòtica, Fighting American. Simon va recordar: "Vam pensar que els demostraríem com fer Captain America". Mentre que el còmic va retratar inicialment al protagonista com un heroi dramàtic anticomunista, Simon i Kirby van convertir la sèrie en una sàtira de superherois amb el segon número, després de les audiències de l' Exèrcit-McCarthy i la reacció pública contra el senador dels Estats Units Joseph McCarthy. Simon va especificar per a una audiència del col·legi a la Convenció Art del còmic de Nova York de 1974 que el personatge no estava inspirat pel Capità Amèrica, sinó que era simplement producte de l'època.
A la introducció del recopilatori de 1989 Simon va explicar que sentia que el fervor anticomunista de l'època proporcionaria antagonistes que, com els nazis amb que va combatre el Capità Amèrica durant la Segona Guerra Mundial, serien "coloristes, indignants i perfectes per al nostre heroi", però "aviat es van sentir incòmodes amb la guerra freda de Fighting American i es van relaxar i es van divertir amb els personatges".
Publicat bimensualment pel segell Prize Group de Crestwood Publications, The Fighting American va durar fins al número 7 de maig de 1955. La dècada següent, per a Harvey Comics, Simon va empaquetar un únic número de Fighting American (octubre de 1966) consistent en "reimpressions i material inèdit" de la dècada de 1950 amb alguns canvis realitzats per complir amb el llavors instituït Comics Code. A la publicació de 1989 de Marvel Comics, de les històries dels anys cinquanta i seixanta, apareixia una història de Fighting American inventariada, "The Beef Box", de tres pàgines, no dibuixada per Kirby.
El personatge va ser reactivat per Titan Comics en una nova sèrie el 2017 i una altra el 2018

## Biografia de ficció
A la història de deu pàgines "First Assignment: Break the Spy Ring" a Fighting American # 1 (maig de 1954), Nelson Flagg era el germà menor poc atlètic de l'atleta estrella i heroi de guerra Johnny Flagg i va exercir com a escriptor per al comentarista Johnny a notícies de televisió populars a l'estació EUA. Quan Johnny és assassinat per un dels molts enemics que li ha valgut el seu comentari, Nelson fa una promesa al costat del seu llit de mort per caçar els assassins del seu germà. Reclutat per al "Project Fighting American" de l'exèrcit nord-americà, Nelson té la seva ment i la seva força vital transferides al cadàver de Johnny "revitalitzat i reforçat". Assumint la identitat de Johnny, adopta l'alter ego uniformat de Fighting American per lluitar contra les amenaces comunistes. A la segona història del número de l'estrena, les sis pàgines "Second Assignment: Track Down the Baby Buzz Bombs", un adolescent de pèl ros i sense nom que treballa com a patge a la xarxa de Flagg ajuda l'heroi i és recompensat amb el seu propi vestit i el nom Speedboy.
Els dos van lluitar contra un gran nombre de grotesqueries majoritàriament comunistes amb deformitats físiques i noms de coloristes, com els criminals Double-Header, l'arpia pel-roja Rhode Island Red, el nan rus Sawdoff, el súper pudent Super-Khakhalovitch, el robuts atracador de bancs Round Robin i Invisible Irving, The Great Nothing.

## Poders i habilitats
Tot i que no s'especifiquen, es mostra un increment de la força, l'agilitat, la resistència i la velocitat.

## Versions alternatives

### DC Comics
En una minisèrie de sis números (febrer-juliol de 1994), publicada per DC Comics i escrita per Dave Rawson i Pat McGreal, amb art de Greg LaRocque, el personatge era un antic presentador de ràdio dedicat a venjar la mort del seu germà.

### Awesome Entertainment
Originalment, una minisèrie de dos números (agost-octubre de 1997) de Awesome Entertainment, escrita per Rob Liefeld (història) i Jeph Loeb (guió) i dibuixada per Liefeld i Stephen Platt, havia estat originalment produïda per a la versió "Heroes Reborn" del Capità Amèrica per a Marvel Comics. Aquí, Fighting American era un superheroi jubilat que feia front a la mort de la seva parella. Es va produir la minisèrie, va dir Liefeld el 2007, mentre feia una sèrie de Capità America per a Marvel. A principis de 1997, la companyia, que s'havia declarat en fallida, va demanar a Liefeld que acceptés un pagament menor per l'obra del seu estudi. Es va negar i va ser retirat de la sèrie. Liefeld va cridar al co-creador de Fighting American, Joe Simon i a Roz Kirby, vídua de l'altre co-creador Jack Kirby, que van acceptar llicenciar el personatge, però a un preu que Liefeld no va acceptar. Liefeld va crear el personatge similar Agent America, dibuixant "potser tres pinups i una imatge de pòster", però va retirar el personatge, quan Simon va amenaçar amb demandar-lo. Liefeld va negociar un nou acord per a Fighting American, però després va ser demandat per Marvel. Durant el judici va dir que la seva versió de Fighting American havia adquirit un escut. Com un dels termes de l'assentament, però, a Fighting American se li va prohibir llançar el seu escut com una arma, per distingir-lo del capità d'Amèrica.
En els còmics posteriors publicats per Awesome Entertainment, Fighting American era John Flagg, un antic soldat que havia obtingut poders mitjançant un experiment no especificat que "mai no es duplicaria". Una minisèrie posterior, Rules of the Game, escrita per Loeb amb art d'Ed McGuinness, va reintroduir alguns dels villans originals de Simon & Kirby. El van seguir la minisèrie Dogs of War, escrita per Jim Starlin i llapis de Platt. Si bé a Awesome estava legalment prohibit de tirar-li l'escut, Rules i Dogs van mostrar que s'hi incorporen diverses armes addicionals, incloent-hi diversos projectils, una metralladora Gatling i un mini-míssil. Aquesta versió també va utilitzar Shuriken amb tranquil·litzants.

### Dynamite Entertainment
El 2009, Nick Barrucci, de Dynamite Entertainment, va anunciar que la seva companyia publicaria el personatge amb aportacions creatives de l'artista Alex Ross, tot i que el co-creador de personatges Joe Simon va afirmar que mai no va donar el seu vistiplau, dient: "Hi ha algunes portades a llapis de Fighting American del senyor Ross que estan impreses a la història sense notificació de drets d'autor. Ho trobo perjudicial, com també ho és tota la història falsa." El procurador de l'herència de Kirby, Paul S. Levine, va afirmar que l'advocat de Simon, Tedd Kessler, havia estat informat i havia aprovat les negociacions de Fighting American amb Barrucci "des del principi", incloent la redacció de contractes entre Dynamite, la propietat de Kirby i Simon, que es van donar de baixa en el moment de l'anunci de Barrucci. Després d'aquest desacord entre Simon i Barrucci, la propietat Kirby va retirar la seva pròpia participació.

### Titan Còmics
El 2017 Titan Còmics va tornar a portar Fighting American i Speed per a un nou còmic mensual. Els primers quatre números escrits per Gordon Rennie, dibuixats per Duke Mighten (números 1-2 complets, 13 pàgines del número 3) i PC De La Fuente (número 4), entintats per Jed Dougherty, acolorits per Tracy Bailey i editats per David Leach va veure que Fighting American i el seu company Speedboy arribaven per una deformació del temps a la Nova York actual i s'inflamaven en el present, mentre que es trobava a la pista d'una banda dels seus pitjors enemics portats al present per la misteriosa Madame Chaos. Va ser seguida per una segona mini sèrie de quatre números, anomenada The Ties That Bind, escrita de nou per Gordon Rennie i dibuixada per Andie Tong, amb el color de Tracy Bailey.